# Forges de Rochefort-sur-Brévon
Les forges de Rochefort-sur-Brévon sont deux édifices industriels du XVIIe siècle situés à Rochefort-sur-Brévon en Côte-d'Or, en France.

## Architecture
Les bâtiments de deux anciennes forges remontant à la première moitié du XVIIe siècle sont en cours de restauration.
La forge d’amont se situe au centre du village près du pont qui traverse l'étang et la forge d’aval dans le parc du château.

La forge d'en-haut à gauche de la route à l'entrée du village (en travaux).

## Histoire
Le fonctionnement des forges de Rochefort est lié aux XVIIe et XVIIIe siècles à celui des hauts fourneaux de Maisey-le-Duc et  de Nod-sur-Seine. Ne pouvant concurrencer les usines à l'anglaise, elles cessent toute activité en 1839.
Les bâtiments sont inscrits Monuments historiques par arrêté du 7 juin 1994.